# オプス・アレーナ
オプス・アレーナ（Opus Arena）は、クロアチア・オシエクにあるサッカー専用スタジアム。2023年に開場し、NKオシエクがホームスタジアムとして使用している。

## 概要
2018年4月19日、NKオシエクのホームスタジアムであったスタディオン・グラドスキ・ヴルトの老朽化に伴い、新スタジアムの建設計画が公表された。しかし、新スタジアムの建設工事は前年2017年12月に着工しており、それから約4年半後の2023年7月1日、建設工事は無事に完了した。
オプス・アレーナでの最初の公式戦はプルヴァHNLの2023-24シーズン開幕戦であり、NKオシエク対NKスラヴェン・ベルポの一戦でこけら落としがなされ、6-1でオシエクが大勝した。また、2023年10月12日にはUEFA EURO 2024予選のクロアチア代表対トルコ代表によるスタジアム最初の国際Aマッチが開催されたが、ホームのクロアチア代表は0-1でトルコ代表に敗れた。

## 開催された主な試合
| 日付           | ホームチーム | 結果 | アウェーチーム | ラウンド           |
| -------------- | ------------ | ---- | -------------- | ------------------ |
| 2023年10月12日 | クロアチア   | 0-1  | トルコ         | UEFA EURO 2024予選 |

## ギャラリー

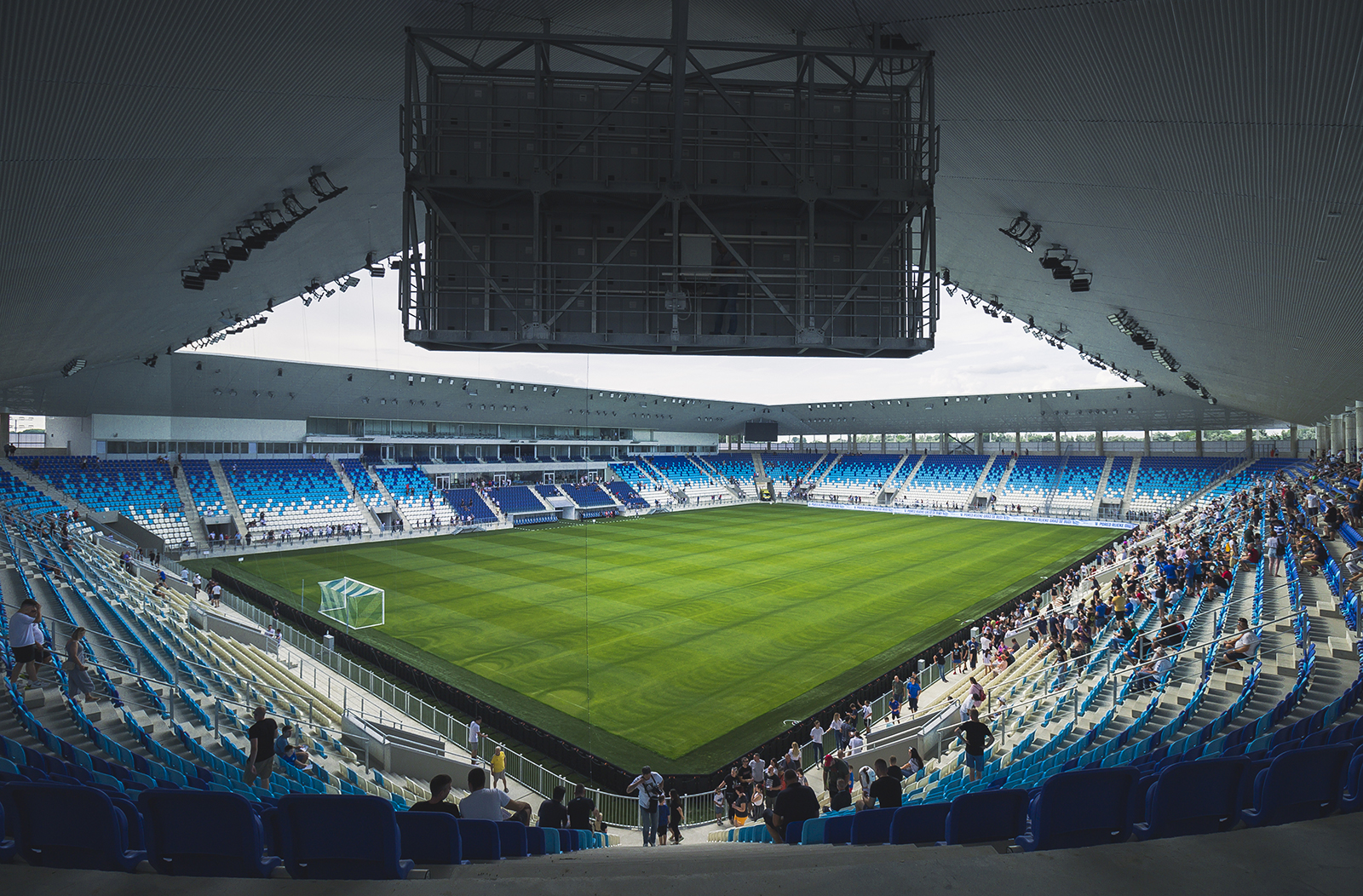
2023年の内観